# Andres
Andres (flämisch: „Anderne“) ist eine französische Gemeinde mit 1.534 Einwohnern (Stand: 1. Januar 2022) im Département Pas-de-Calais in der Region Hauts-de-France; sie gehört zum Arrondissement Calais und zum Kanton Calais-2.

## Geografie
Die Gemeinde Andres liegt zwölf Kilometer südsüdöstlich der Ärmelkanalküste von Calais im Nordwesten des Regionalen Naturparks Caps et Marais d’Opale. Umgeben wird Andres von den Nachbargemeinden Les Attaques im Norden, Balinghem im Osten und Südosten, Campagne-lès-Guines im Süden und Südwesten sowie Guînes im Westen.

## Bevölkerungsentwicklung
| Jahr                       | 1962 | 1968 | 1975 | 1982 | 1990 | 1999 | 2006 | 2012 | 2022 |
| -------------------------- | ---- | ---- | ---- | ---- | ---- | ---- | ---- | ---- | ---- |
| Einwohner                  | 784  | 759  | 697  | 1007 | 1396 | 1445 | 1499 | 1538 | 1534 |
| Quellen: Cassini und INSEE |      |      |      |      |      |      |      |      |      |

## Sehenswürdigkeiten
- Benediktinerkloster Saint-Médard, 1080 gegründet
- Kirche Saint-Jean-Baptiste, ursprünglich aus dem 12. Jahrhundert, heutiges Bauwerk aus dem 18. Jahrhundert
- ehemalige Windmühle

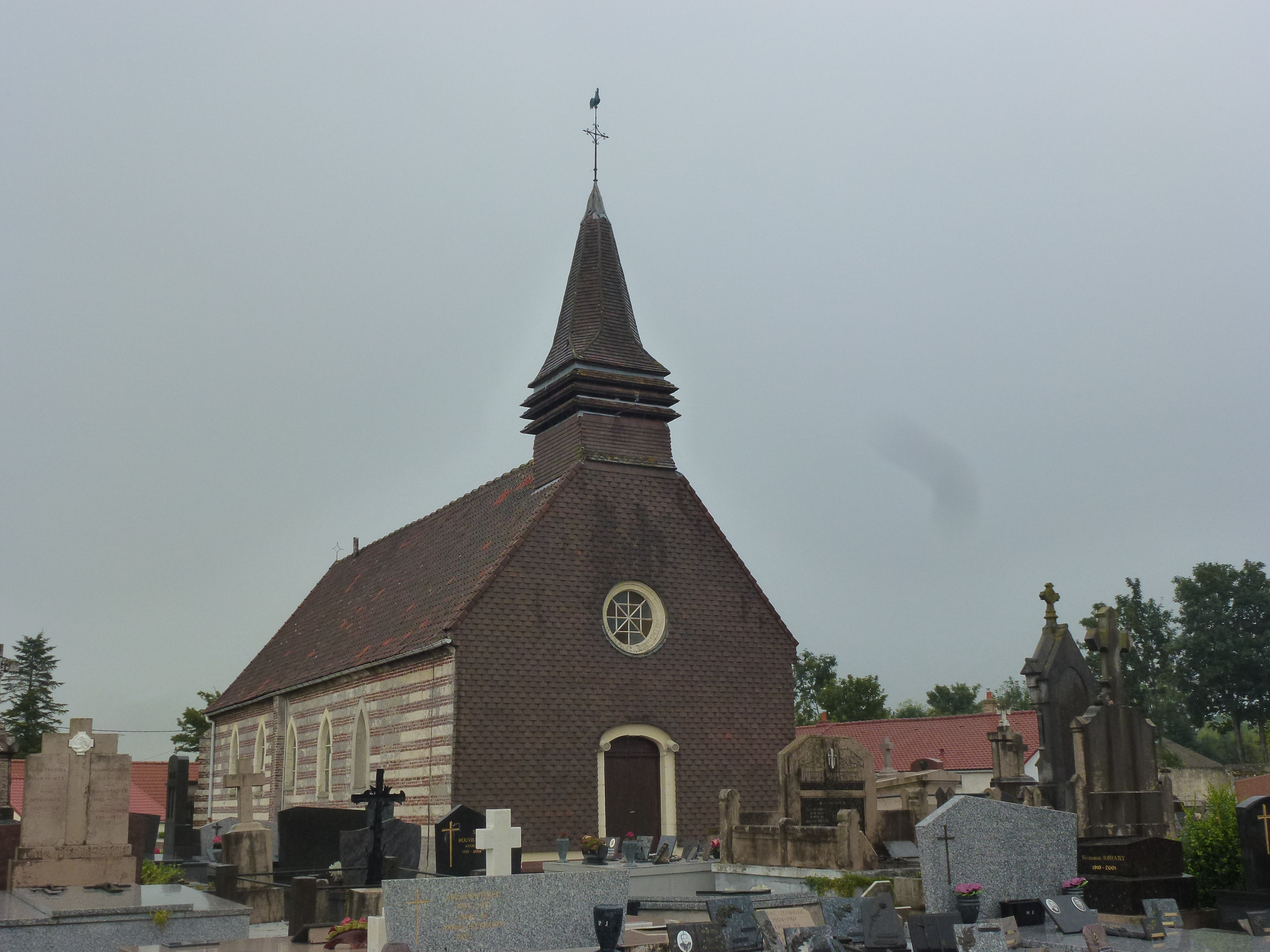
Kirche Saint-Jean-Baptiste
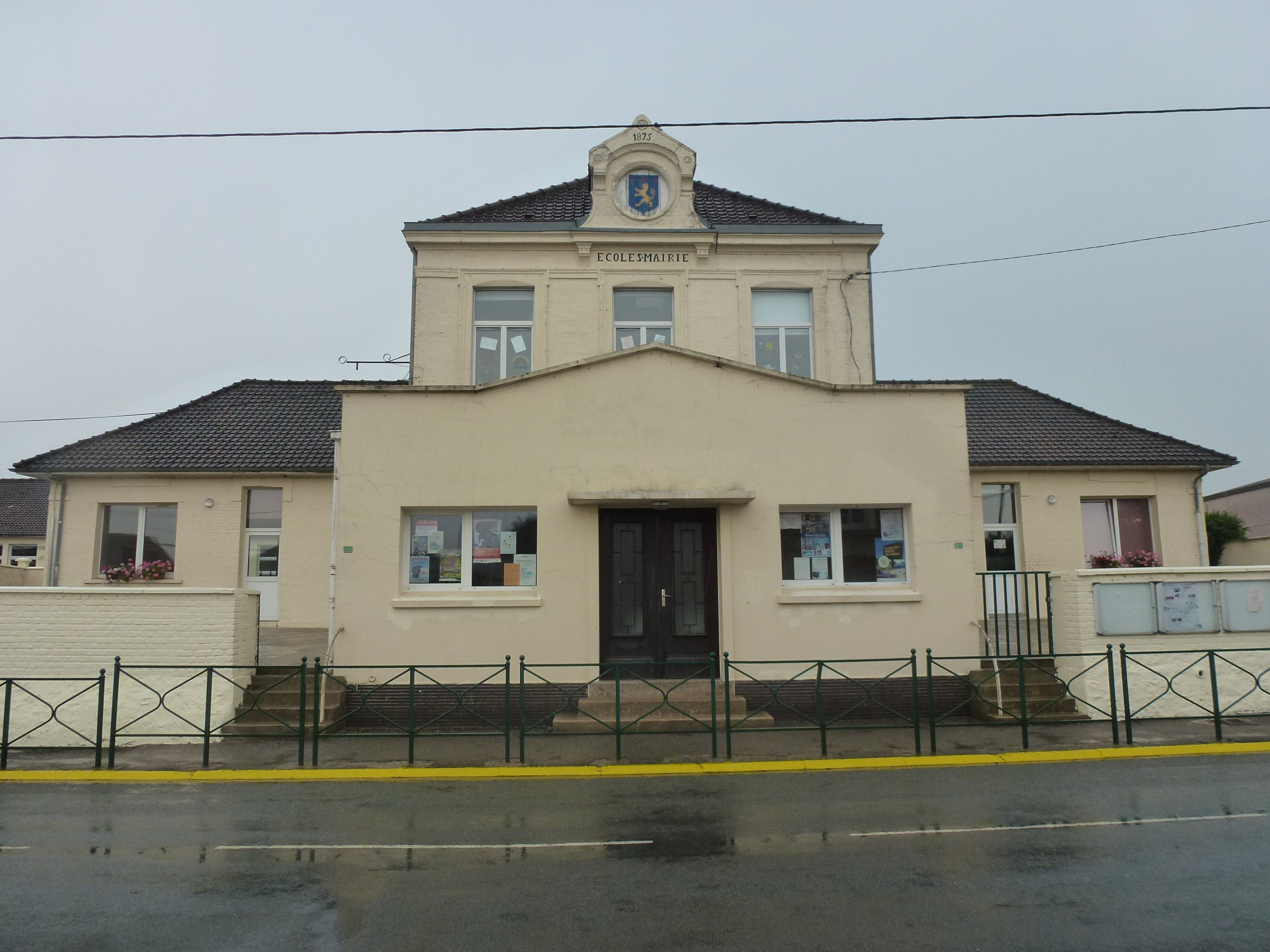
Schule, ehemalige Mairie
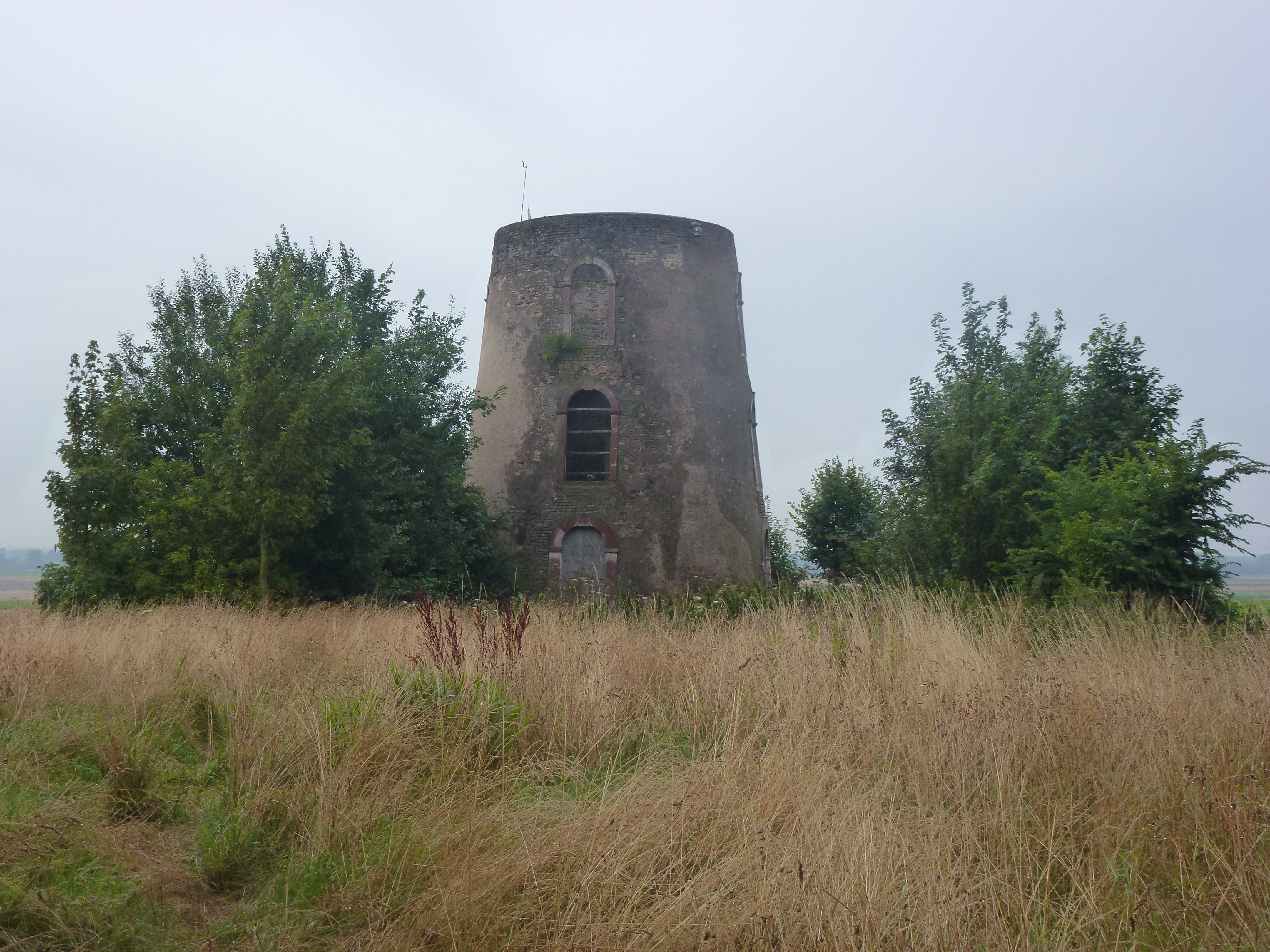
Windmühlenruine
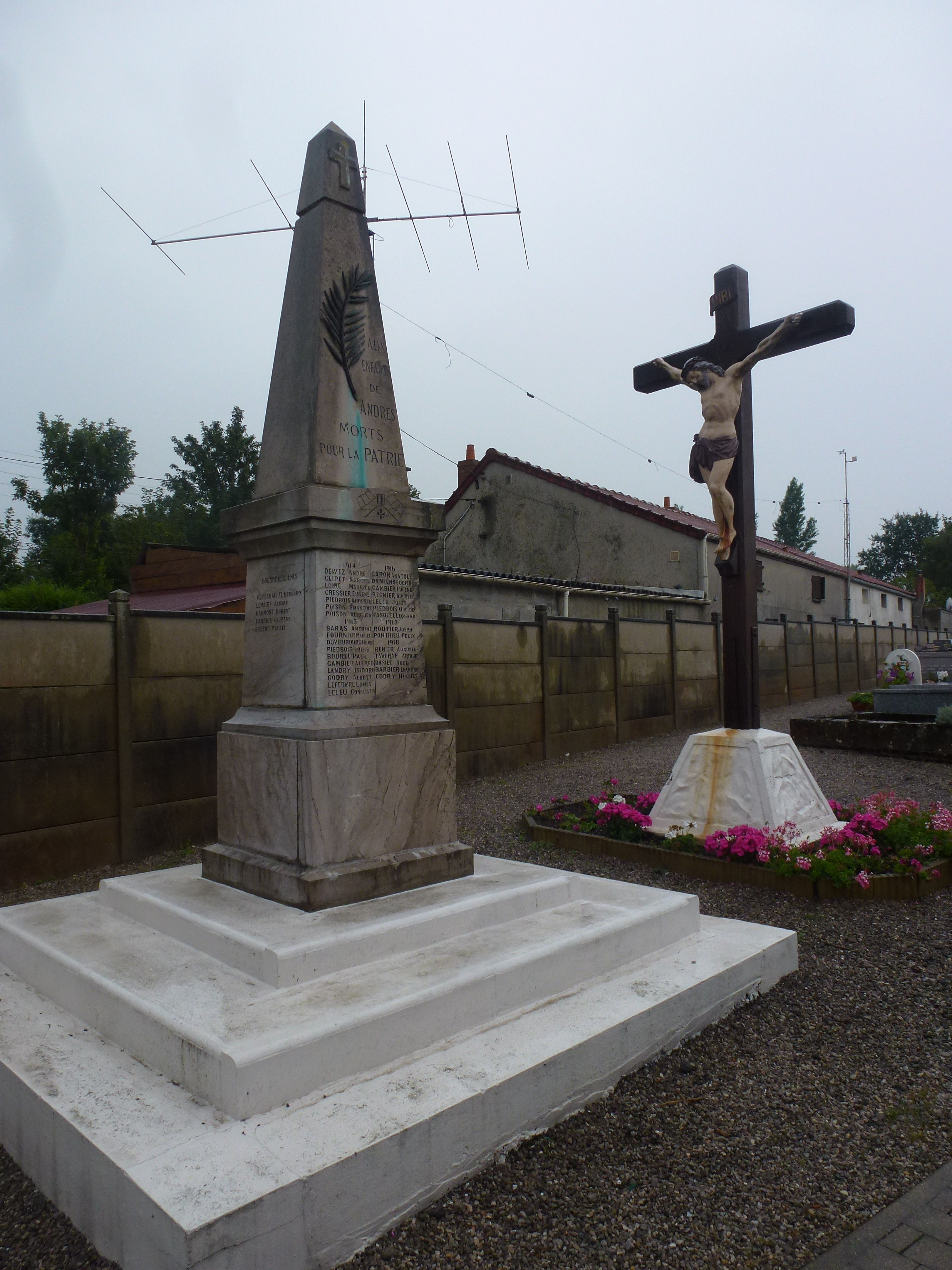
Gefallenendenkmal